# Salmonelosis
La salmonelosis es una enfermedad infecciosa producida por enterobacterias del género Salmonella. Comprende un conjunto de cuadros clínicos cuya principal manifestación es la gastroenteritis aguda, una de las infecciones alimentarias más comunes causadas por ingerir agua y alimentos contaminados, especialmente carnes. Tanto salmonelosis como el género Salmonella son una latinización del nombre de Daniel Elmer Salmon (1850–1914), un veterinario estadounidense.

## Etiología
La salmonelosis es un conjunto de enfermedades producidas por el género microbiano Salmonella. No todas las  especies, cepas o serotipos reconocidos tienen igual potencial patogénico. Los principales agentes etiológicos corresponden a Salmonella typhi, Salmonella paratyphi, Salmonella typhimurium y Salmonella enteritidis.
Son bacilos Gram negativos, anaerobios facultativos de la familia Enterobacteriaceae. Se encuentran fundamentalmente asociados a la flora intestinal y, por ello, a aguas y alimentos que hayan contactado con material fecal. Producen grandes cantidades de gas durante la fermentación de azúcares, y llevan a cabo una fermentación ácido mixta, produciendo gran cantidad de productos ácidos y gases.
El principal reservorio de la Salmonella es el tracto intestinal de aves domésticas y silvestres. Destacan especialmente gaviotas, palomas, pavos, patos, loros y aves costeras.

## Patogenia
Su patogenia comienza con la ingestión del inóculo cuya acción y efecto es la inoculación, que puede variar de 103 a 106 células. Si el inóculo es suficientemente grande, superará la barrera gástrica que supone el pH ácido. El patógeno logra atravesar la barrera intestinal y es fagocitado a nivel de las células M de los enterocitos y placas de peyer (esto se da habitualmente a nivel del íleon terminal y primera porción del colon). Su protección frente a polimorfonucleares, sistema del complemento e inmunoglobulinas le permite diseminarse linfáticamente y colonizar los territorios del hígado y bazo. Comenzará entonces a multiplicarse y a aumentar en número, aumentado la posibilidad de que un hospedero sufra una bacteriemia.

## Cuadros clínicos y terminología (diferencias dialectales)
Con el término "salmonelosis" se engloban cuadros clínicos distintos: la "fiebre tifoidea", producida por S. typhi o S. paratyphi (salmonelas tíficas), y las "salmonelosis no tifoideas", producidas por otras subespecies (salmonelas no tifoideas).
Es de obligada mención reseñar que, mientras que en América el "tifus" es la enfermedad producida por Rickettsia prowazecki, en España "tifus" también puede referirse a las fiebres tifoideas producidas por Salmonella.

### Fiebre tifoidea y fiebre paratifoidea

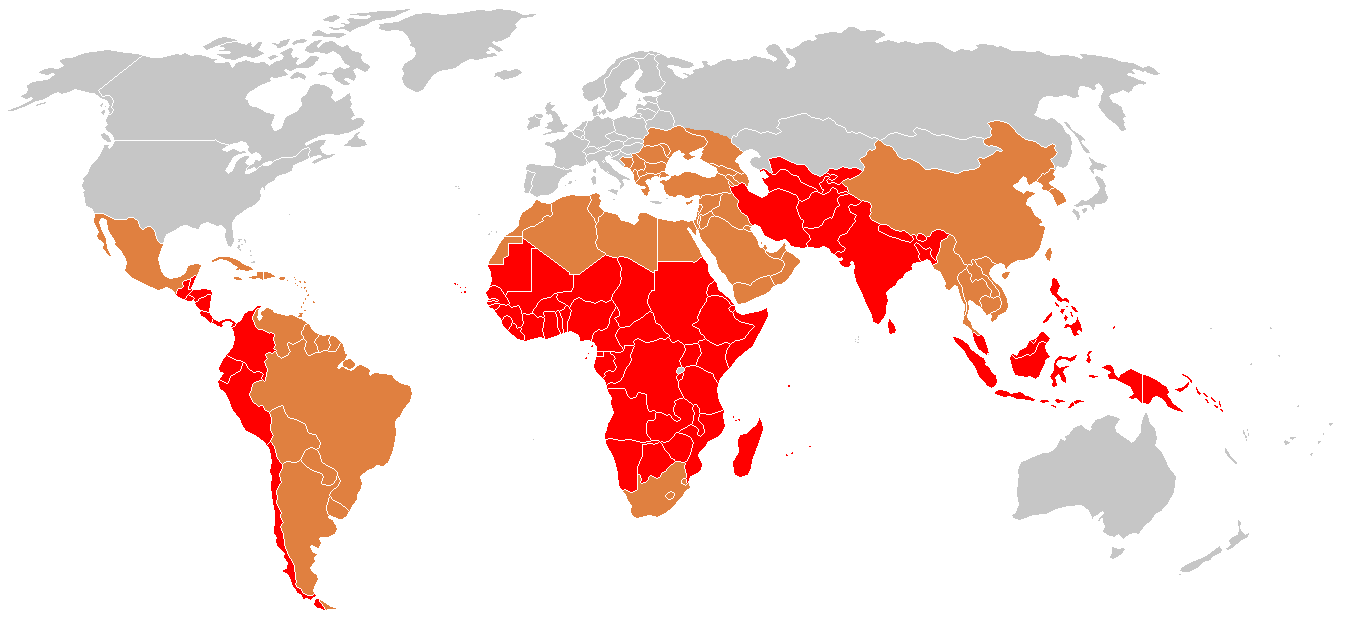
Prevalencia de la fiebre tifoidea en el mundo.

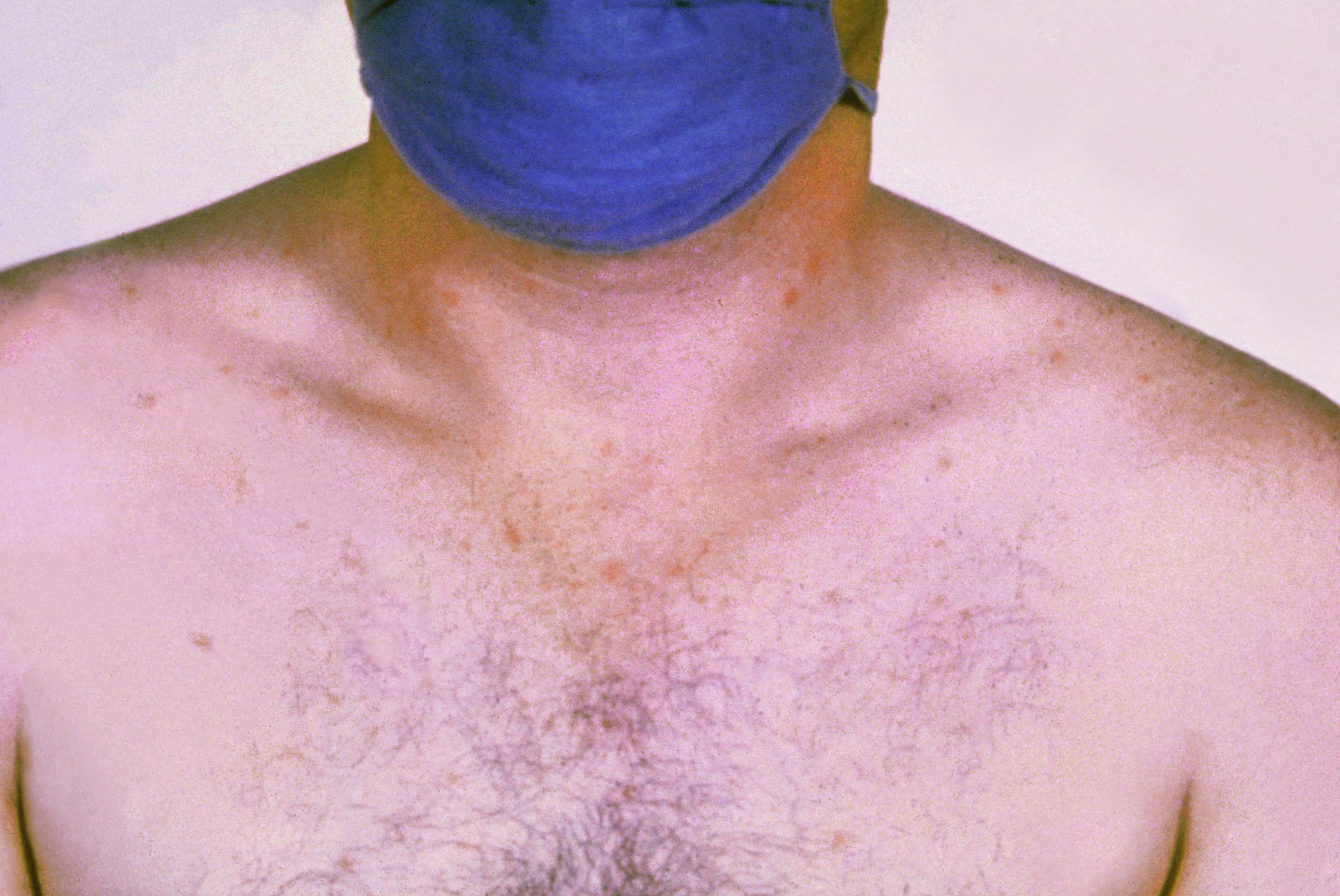
Roseola tifoidea, signo clínico típico de la enfermedad.

El agente causal de la fiebre tifoidea/paratifoidea es Salmonella typhi o Salmonella paratyphi tipos A, B y C (que causan cuadros más leves).
Se adquiere procedente de otro enfermo o de un portador asintomático mediante alimentos o agua contaminados.
Su prevalencia es baja en Europa y más alta en los países del Tercer Mundo, en los que hay 17 millones de casos al año, 6000 de los cuales acaban en defunción. Son especialmente susceptibles los niños menores de 1 año. Actualmente están apareciendo resistencias al tratamiento, lo que complica considerablemente la curación.
El tiempo de incubación de la enfermedad varía de 3 a 21 días, dependiendo del inóculo, de la edad, de la salud y de otras características del paciente.

#### Clínica

##### Evolución
Aparecen escalofríos, cefalea, náuseas, anorexia, tos y diarrea o estreñimiento. La fiebre es prolongada y varía de 38,5 °C a 40 °C. Entre un 20 y un 40 % de los casos presentan dolor estomacal.
La roseola tifoidea aparece durante la primera semana y dura 2 a 5 días: su aspecto es de máculo-pápulas color salmón que, en un cultivo, serán positivas para Salmonella.
En ocasiones también podemos encontrar hepatoesplenomegalia, epistaxis, bradicardia relativa, e incluso delirios (recogen objetos imaginarios) y coma (typhos).

##### Complicaciones
Se dan durante la tercera y cuarta semana, sobre todo si no se trata la enfermedad. Las más frecuentes son las perforaciones intestinales y las enterorragias. Otras menos habituales que también pueden aparecer son abscesos, endocarditis, osteomielitis, meningitis o hepatitis.
Aproximadamente el 1,5 por ciento serán portadores crónicos; el cultivo en orina o en heces será positivo más de un año después. Esto es más frecuente en mujeres, y se asocia también a otras patologías como la neoplasia gastrointestinal y la colelitiasis.

#### Diagnóstico
La historia clínica puede ser muy sugestiva; destacan sobre todos los datos sobre síndromes febriles tras el retorno de algún viaje. Se debe realizar diagnóstico diferencial con la malaria, la enteritis bacteriana, la infección aguda por VIH, la amebiasis, la rickettsiosis y la leptospirosis.
El diagnóstico de certeza lo dan los cultivos positivos. En el 90 por ciento serán positivos durante la primera semana, mientras que sólo el 50 por ciento lo serán ya durante la segunda semana. Hay que tener en cuenta el no haber administrado antibióticos antes de la toma para realizar el cultivo, pues bajan su rendimiento. Los coprocultivos darán positivo incluso durante la tercera semana. El estándar oro será el cultivo de médula ósea.
En las pruebas de laboratorio podrá observarse leucopenia y neutropenia en un 10-15 por ciento de los casos, y una ligera elevación de la AST, la ALT y la FA (transaminasas).

#### Tratamiento
En la era preantibiótica, la mortalidad era del 15 por ciento. Cuando en 1948 comenzó a usarse el cloranfenicol, descendió al 1 por ciento, y se observó que la fiebre se reducía a 3-5 días. Sin embargo, comenzaron a aparecer resistencias, y se observó que producía aplasia medular. Se comenzó a usar entonces un tratamiento combinado de ampicilina (1 g/6 h), amoxicilina (4-6 g/día) y cotrimoxazol (cada 12 h durante 10-14 días), pero en 1989 aparecieron cepas multirresistentes (MDR). Actualmente se usan ceftriaxona (una cefalosporina, 1 g por vía intravenosa o por vía intramuscular cada 24 horas durante 3 días), o bien ciprofloxacino (una quinolona, 500 mg/12 h/10 días).
Existen algunas indicaciones ante complicaciones concretas. Si hay sepsis, se debe usar dexametasona. En pacientes crónicos, el tratamiento con ciprofloxacino se debe ampliar a 4-6 semanas. En ocasiones está indicada también una colecistectomía.

### Salmonelosis no tifoidea

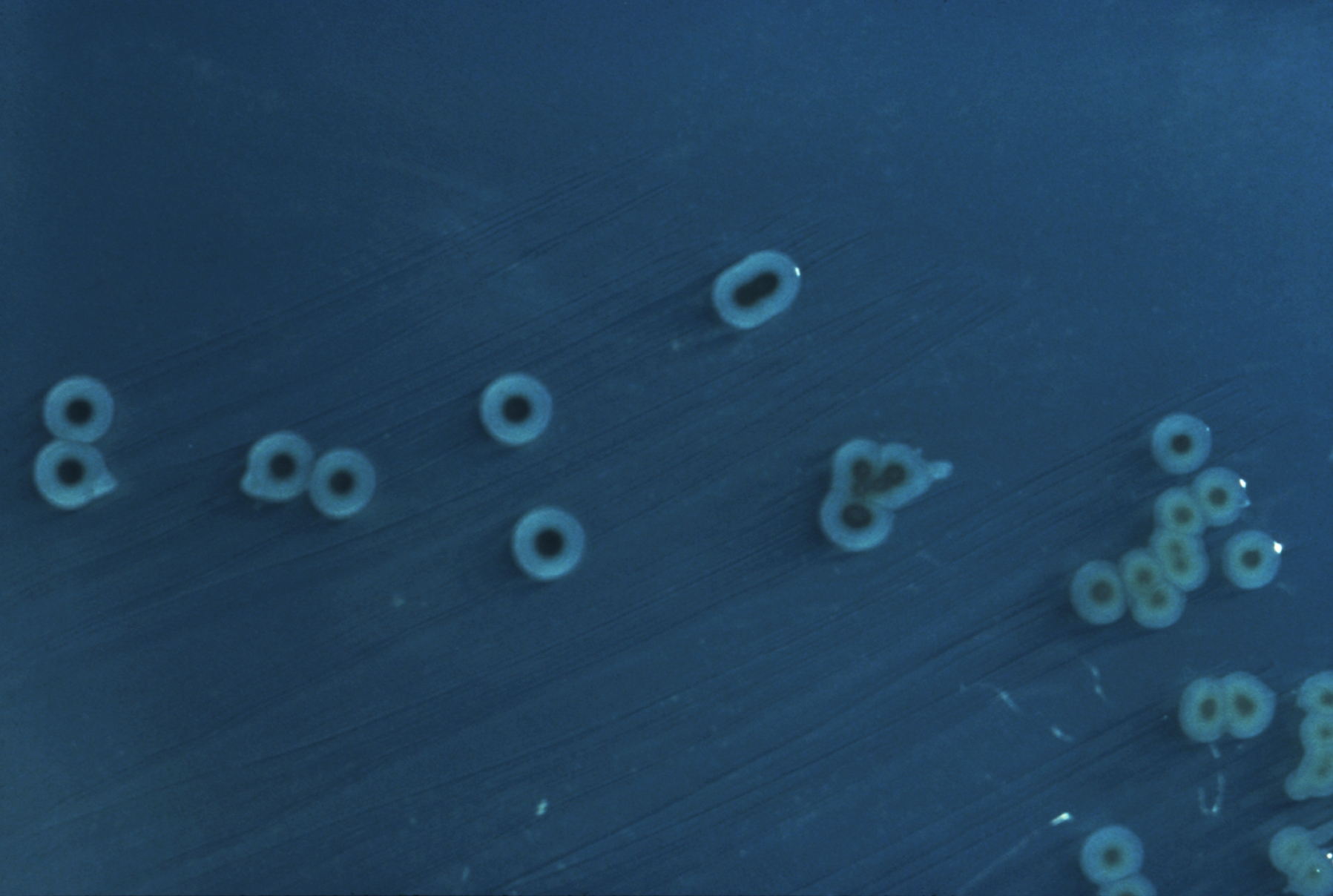
Salmonella entérica serovar (Salmonella typhimurium).

Los agentes causales más frecuentes son Salmonella enteritidis y Salmonella typhimurium. Su prevalencia aumenta considerablemente en verano, especialmente en ancianos, niños e inmunodeprimidos. También reviste mayor gravedad cuando coexiste con otras enfermedades con otros patógenos como la bartonella, la malaria o los parásitos.
Sus reservorios principales son los animales, entre los cuales destacan los reptiles, las mascotas (gatos y perros, sobre todo) y diversas aves.
Su transmisión depende fundamentalmente de productos contaminados:
- Huevos: Salmonella enteritidis infecta 1/20000 huevos (uno de cada veinte mil) que, al ser empleados en tortillas, mahonesas y otros productos, provocan el 80 por ciento de las gastroenteritis agudas.[cita requerida]

Actualmente, Salmonella typhimurium  está presentándose con resistencias a los antibióticos, debidas al bacteriófago DT104, que ya está presente en el 34 por ciento de las cepas del Reino Unido.[cita requerida]

#### Clínica

##### Evolución
El signo más representativo es la diarrea. Es indistinguible de otras gastroenteritis agudas bacterianas o víricas. Cursa con vómitos y náuseas; las diarreas se producen de 6 a 48 horas después de la ingesta contaminada. La diarrea es poco voluminosa y no es hemorrágica. Hay fiebre de 38-39 °C y, en ocasiones, dolor abdominal que puede manifestarse con la clínica de una pseudoapendicitis o de una enfermedad inflamatoria intestinal.
La gastroenteritis es autolimitada a 3-7 días, y la fiebre remite en unas 72 horas. Los coprocultivos serán positivos durante 4-5 semanas.
El 1 % de los pacientes quedan como portadores crónicos.

##### Complicaciones
Otras complicaciones vasculares:
- Endoarteritis: Se sospecha cuando más del 50 por ciento de los hemocultivos son positivos.
- Endocarditis: Si existe una valvulopatía previa (no es infrecuente).
- Arteritis: En pacientes con prótesis, con by-pass o con placas de ateroma.

Un 5 por ciento de los pacientes que tienen bacteriemia presentan una infección localizada:
- Intraabdominal: Absceso hepático, absceso esplénico o colecistitis. Se da con mayor frecuencia en mujeres, en pacientes con neoplasias y con colelitiasis. El tratamiento es quirúrgico.
- Sistema nervioso central
- Pulmonar
- Tracto urinario
- Huesos y articulaciones
- Tejidos blandos

#### Diagnóstico
Se basa principalmente en coprocultivos, cultivos de otros tejidos y hemocultivos si se sospechara bacteriemia (como podría ser, por ejemplo, el caso de un síndrome febril que se prolonga más de lo esperado).
Deberá notificarse inmediatamente el hallazgo a la oficina de medicina preventiva más cercana.

#### Tratamiento
No se deben administrar antibióticos sistemáticamente. Los antibióticos no modifican el curso clínico de la enfermedad y, sin embargo, facilitan las recidivas, a la vez que retrasan la eliminación del microorganismo. La rehidratación es el principal tratamiento en esta enfermedad, para favorecer la recuperación de agua y electrólitos.
Los antibióticos sólo deben administrarse si hay riesgo de expansión de la bacteria en el cuerpo. Deberán administrarse por vía oral o intravenosa durante 2-3 días, hasta que la fiebre remita. Si aparecen infecciones locales o bacteriemia, se debe sospechar de resistencias al antibiótico. En este caso, se deben administrar cefalosporinas de tercera generación o ciprofloxacino (una quinolona).
En pacientes con VIH (inmunodeprimidos), el tratamiento será de 1-2 semanas vía intravenosa y 4 semanas por vía oral. En pacientes con endoarteritis o endocarditis los antibióticos se prolongarán durante 6 semanas, y se añadirán cefalosporinas.

#### Profilaxis y control
Para prevenir y facilitar la cura de esta enfermedad, es fundamental impedir el abuso de los antibióticos que existe actualmente. Resultado del uso indiscriminado de antibióticos es la aparición de cepas de S. thyphimurium multirresistentes, algunas cepas incluso a quinolonas. Otras variedades de salmonelosis, como la producida por Salmonella choleraesius en Taiwán, se han hecho resistentes al ciprofloxacino.
La Organización Mundial de la Salud (OMS) ha tomado diversas directrices para impedir la expansión de cepas resistentes a antibióticos, a través de las siguientes medidas:
1. Control de las aves reproductoras
2. Control microbiológico de alimentos y agua
3. Control de la producción avícola y su ambiente

También deben recibir tratamiento los animales (sobre todo los bovinos, principal reservorio de S. typhimurium.
Es muy importante vigilar también la industria alimentaria durante toda la cadena productiva, incluida la manipulación de la materia prima y del producto final. Los productos lácteos deberán ser controlados estrictamente, y someterse a pasteurización antes del consumo humano.
Es una enfermedad de declaración obligatoria, lo cual contribuye a detectar los casos a tiempo antes de que se presenten epidemias.

### Sepsis por salmonelas
Esta es una sepsis debido a varias complicaciones de la enfermedades mencionadas anteriormente. Suele deberse estas complicaciones relacionadas por otras enfermedades crónicas, como el cáncer o el SIDA. El tratamiento es rápido con antibióticos; debido a que es una enfermedad demasiado peligrosa para la vida del paciente.

### Infecciones localizadas por salmonelas

#### Artritis
Suele ser muy raras, pero ocurre. Puede afectarle a cualquiera y es debido a ciertas complicaciones después de una infección gastrointestinal por la salmonela. La salmonela typhimurium y la salmonela enteriditis suele ocasionar las artritis. Los síntomas son dolores articulares en la zona afectada, aparte de síntomas gastrointestinales. El tratamiento es sencillo, los mismos antibióticos para combatir las salmonelosis. Puede ser en los pies, en el hombro, en la rodilla, en cualquier articulación. Estas bacterias suelen causar la artritis reactiva.

#### Meningitis
Es también rara, pero si ocurre, puede ser muy peligrosa. Suele afectar a los bebes que ha nacido prematuramente o que tiene un problema debido al peso o problemas con las defensas de su cuerpo. Es ocasionada por una salmonela específica; la salmonella rubislaw. Se trata de una zoonosis a partir de lagartos; por lo que aquellos que haya bebes o madres embarazadas y tiene lagartos como mascotas; tiene la obligación de no acercarse a ellos; esto también vale para menores de 5 años y personas con problemas en las defensas (el SIDA, por ejemplo). El tratamiento es algo complicado, debido a la rapidez de la infección.

#### Osteomielitis
Rara también. Suele ocurrir en pacientes con enfermedades crónicas como la diabetes, el lupus y otras que puede acarrear problemas a las defensas. También traumatismos óseos (fracturas abiertas), puede ocasionar una osteomielitis; pero a veces, no es debido a la salmonela; por eso es raro. Los síntomas; los mismos en las osteomielitis infecciosas; dolor en la zona del hueso afectado, fiebre y anemias. Esta infección localizada es debida a una complicación anterior de una infección gastrointestinal; por lo que puede presentar a veces síntomas de la salmonelosis o de la fiebre tifoidea. El tratamiento es el mismo para las infecciones gastrointestinales provocada por esta bacteria, incluyendo para el tratamiento de la osteomielitis.

#### Neumonía
Las neumonías puede ser ocasionada también por salmonelas. La salmonela enteriditis puede ser la bacteria causante, y suele ser por vía linfática. A veces, no ocasiona síntomas gastrointestinales. Aquellos que tiene cáncer de pulmón es un factor de riesgo para una infección como esta. Suele haber muchos abscesos en la parequima pulmonar y suele ser muy graves. El tratamiento tiene que ser rápido, especialmente, por vía parenteral.

## Maríala Tifosa

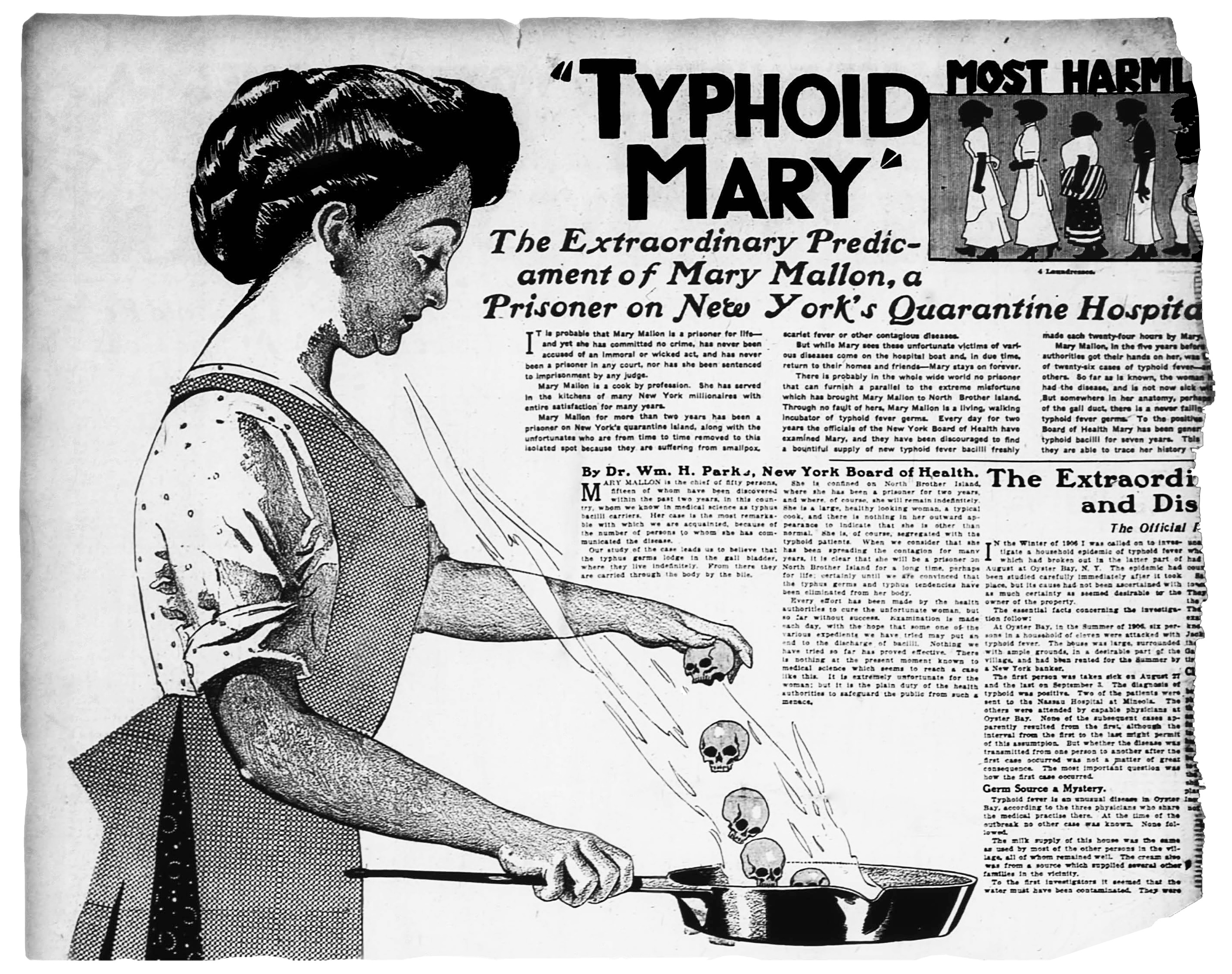
María la Tifosa en una ilustración de un periódico en 1909.

Mary Mallon, también conocida como María la Tifosa, fue la primera persona en ser identificada como una portadora sana de fiebres tifoideas en los Estados Unidos. Este caso adquirió gran fama, en parte por la obstinación, por parte de la protagonista, de negar que ella fuera la causante de la aparición de la enfermedad, rehusándose por tanto a dejar de trabajar como cocinera. Las autoridades de salud pública la obligaron a entrar en cuarentena en dos ocasiones, y murió durante la segunda a causa de una neumonía (y no de fiebre tifoidea).
Mary Mallon emigró de Irlanda a Estados Unidos. Entre 1900 y 1907 trabajó como cocinera en Nueva York, y durante este periodo infectó a 22 personas. Pasó por diferentes familias que enfermaban al poco tiempo de su llegada. Esto la obligó a ir de familia en familia, lo que contribuyó a que la enfermedad se extendiera aún más. Aunque se negó en numerosas ocasiones a proporcionar muestras analizables, las autoridades consiguieron demostrar que era portadora. Tras una cuarentena de tres años, fue liberada a condición de que no trabajase con comida.
Mary Mallon cambió su nombre por el de Mary Brown y volvió a trabajar como cocinera, tras lo cual se produjeron otros 25 infectados y 2 muertos. Tras ser localizada de nuevo, le fue impuesta una cuarentena de por vida.